# Liévans
Liévans é uma comuna francesa na região administrativa de Borgonha-Franco-Condado, no departamento de Alto Sona. Estende-se por uma área de 4,16 km². Em 2010 a comuna tinha 154 habitantes (densidade: 37 hab./km²).